# Sylvia Lennick
Sylvia Lennick (Toronto, 14 november 1915 - aldaar, 10 augustus 2009) was een Canadees actrice.
Als lid van de groep tv-komieken Wayne and Shuster was zij vooral bekend door haar rol van Calpurnia, met haar befaamde uitroep "I told him, Julie! Don't go!", in de  sketch van Julius Caesar "Rinse the Blood off My Toga" (Was het bloed uit mijn toga). Lennick was echter vooral een toneelactrice.
Ze stierf op 10 augustus 2009 ten gevolge aan Longontsteking.